# الطير (مسلسل)
الطير مسلسل دراما تلفزيوني سوري، من تأليف الكاتب نبيل الغربي، أُنتِج في عام 1998، وبلغ عدد حلقاته 23 حلقة، ويعد المسلسل من أولى البطولات المطلقة لكاريس بشار.

## الممثلون
رفيق سبيعي، عبد الرحمن آل رشي، كاريس بشار (عبير)، سعد مينه، علي كريم، سلمى المصري، جهاد عبدو، عبير شمس الدين، وفاء موصللي، باسم ياخور.

## الأحداث
يتحدث المسلسل عن فتاة تدعى عبير، حيث يتناول حياتها ابتداء من مرحلة طفولتها بعد أن دخل والدها السجن، وزواج والدتها، وقيام امرأة غنية بتربيتها، وبالتالي توالي الأحداث التي تمر بها.